# Chris McCormack
Christopher „Macca“ McCormack (* 4. April 1973 in Sydney, New South Wales) ist ein ehemaliger australischer Duathlet und Triathlet, der heute als Unternehmer tätig ist. Er ist zweifacher Sieger der Ironman World Championship (2007, 2010), Weltmeister auf der Kurzdistanz (1997) sowie Weltmeister auf der Triathlon-Langdistanz (2012).
Er ist der bisher einzige Triathlet, der die Weltmeisterschaft auf der olympischen Distanz (Kurzdistanz) und der Langdistanz gewinnen wie auch den Ironman Hawaii für sich entscheiden konnte. Er wird in der Bestenliste australischer Triathleten auf der Ironman-Distanz auf dem vierten Platz geführt.

## Werdegang
Chris McCormack wuchs in Heathcote, einem unmittelbar am Royal-Nationalpark rund 36 km südlich vom Zentrum liegenden Vorort Sydneys, auf. Als er fünf Jahre alt war, stellte sein Vater das Rauchen ein und begann mit Laufen. Chris und seine beiden Brüder begleiteten ihn von da an regelmäßig. Während seiner Zeit an der Kirrawee High School gewann er zahlreiche Preise bei Crossläufen, wie z. B. dem „NSW Sporting Blue“ als bester High School Athlet in New South Wales. Seine Freizeit verbrachte er allerdings überwiegend mit Surfen. Als Vierzehnjähriger sah er 1987 fasziniert einen Beitrag von ABC zum Ironman Hawaii 1987 im Fernsehen und bekam so erstmals etwas von der Sportart Triathlon mit. Auch wenn seine Familie insgesamt sportlich aktiv war, blieb Sport eine Freizeitbeschäftigung und der Gedanke an eine Karriere als Profisportler lag damals noch fern.
McCormack nahm ein Studium in Wirtschaftswissenschaften an der University of New South Wales auf und trainierte parallel in einem Leichtathletikverein. 1991 und 1992 absolvierte er seine ersten Duathlon-Wettkämpfe und begann im Herbst 1992 auch mit regelmäßigem Schwimmtraining.

### Triathlon seit 1992
Am 11. November 1992 startete er dann in Wollongong bei seinem ersten Triathlon. Zwar kam er mit seinem zum Schwimmen schlecht geeigneten Surfer-Neoprenanzug als einer der letzten aus dem Wasser, konnte dann aber auf dem Rad bereits einige Plätze gut machen und gewann schließlich mit der schnellsten Laufzeit des Rennens seine Altersklasse, ohne zu wissen, bei diesem Wettkampf über die olympische Distanz auch Mitglieder des australischen Nachwuchskaders hinter sich gelassen zu haben. McCormack erhielt daraufhin einen Anruf vom australischen Triathlonverband, der ihn bei Wettkämpfen in Canberra und Perth an den Start schicken wollte. Wenige Monate später wurde er für die Juniorenweltmeisterschaft im August 1993 in Manchester nominiert und kam dort – einen Platz vor Normann Stadler – auf den vierten Platz.
Im Oktober 1995 schloss McCormack sein Studium ab und bewarb sich erfolgreich als Rechnungsprüfer bei der Investmentbank Bankers Trust in Sydney. Fünf Monate später kündigte er diese Anstellung wieder und zog mit dem Entschluss, einen Start als Profi-Triathlet zu wagen, nach Frankreich. Hier startete er gemeinsam u. a. mit Simon Lessing und Lothar Leder für den Tricastin Triathlon Club aus Saint-Paul-Trois-Châteaux in der französischen Liga Grand Prix de Triathlon und triumphierte bereits in seiner ersten Profi-Saison bei neun Wettkämpfen. Gleich seinen ersten ITU Weltcup im Juni 1996 in Drummondville konnte er – vor Stephan Vuckovic – gewinnen.

### Triathlon-Weltmeister olympische Distanz 1997
1997 gewann Chris McCormack sowohl die Gesamtwertung im ITU World Cup wie auch die ITU Weltmeisterschaften über die olympische Distanz. Er wurde daraufhin als Sportler des Jahres in Australien geehrt und sogar in Deutschland zum Triathleten des Jahres gewählt. Die Saison beendete er in der Weltrangliste in Führung liegend – eine Platzierung, die er von da an 26 Monate ohne Unterbrechung hielt.
1999 war ein Wendepunkt in seiner Karriere. In der Vorbereitung auf sein großes Ziel, die Qualifikation für die Olympischen Spiele 2000 in seiner Heimatstadt, wo Triathlon erstmals zum sportlichen Programm gehörte, erhielt er einen Anruf seines Bruders, dass seine erst 53-jährige Mutter an Brustkrebs erkrankt im Sterben läge. McCormack reiste umgehend nach Sydney, wo seine Mutter wenige Tage später starb. Nur eine Woche nach ihrem Tod startete er gegen den Rat seines Vaters in Südkorea bei einem Qualifikationsrennen für die Olympischen Spiele, das er vor laufenden Kameras mit Tränen in den Augen auf der Laufstrecke abbrach.
Als der australische Verband zwei Wochen später seinen Kader für Olympia benannte, fehlte sein Name. Chris McCormack war zwar zu diesem Zeitpunkt höchstplatzierter Australier in der Weltrangliste, hatte aber mit seinem Rennabbruch gegen die Regularien des Verbandes verstoßen. McCormack zog daraufhin in die USA, wo er von 2000 bis 2002 über dreißig Wettkämpfe dominieren konnte. Für das australische Team gewann er die Goodwill Games 2001 und bei den Commonwealth Games 2002 wurde er Fünfter.

### Triathlon-Langdistanz seit 2002

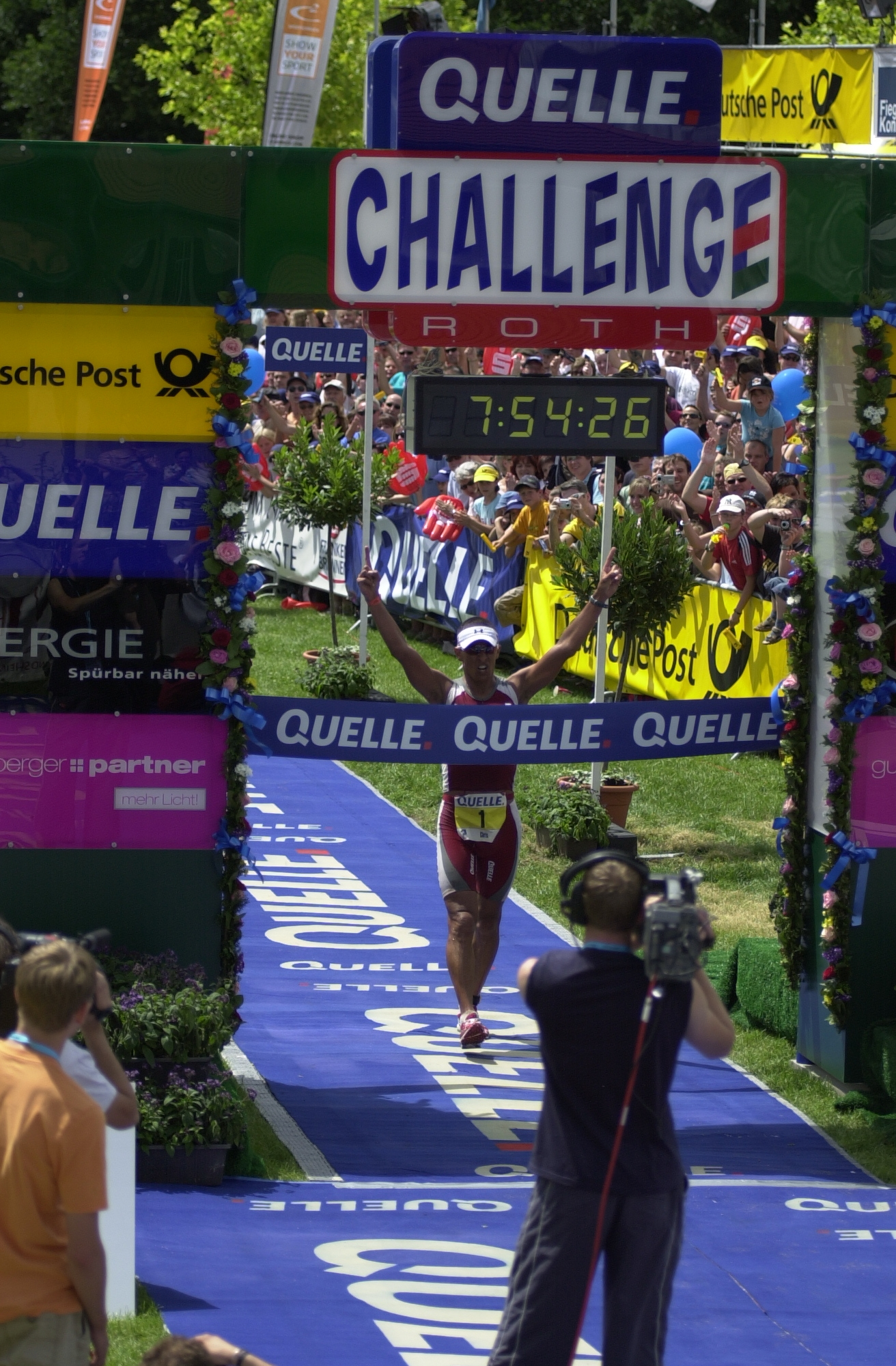
Chris McCormack gewinnt die Challenge Roth (2007)

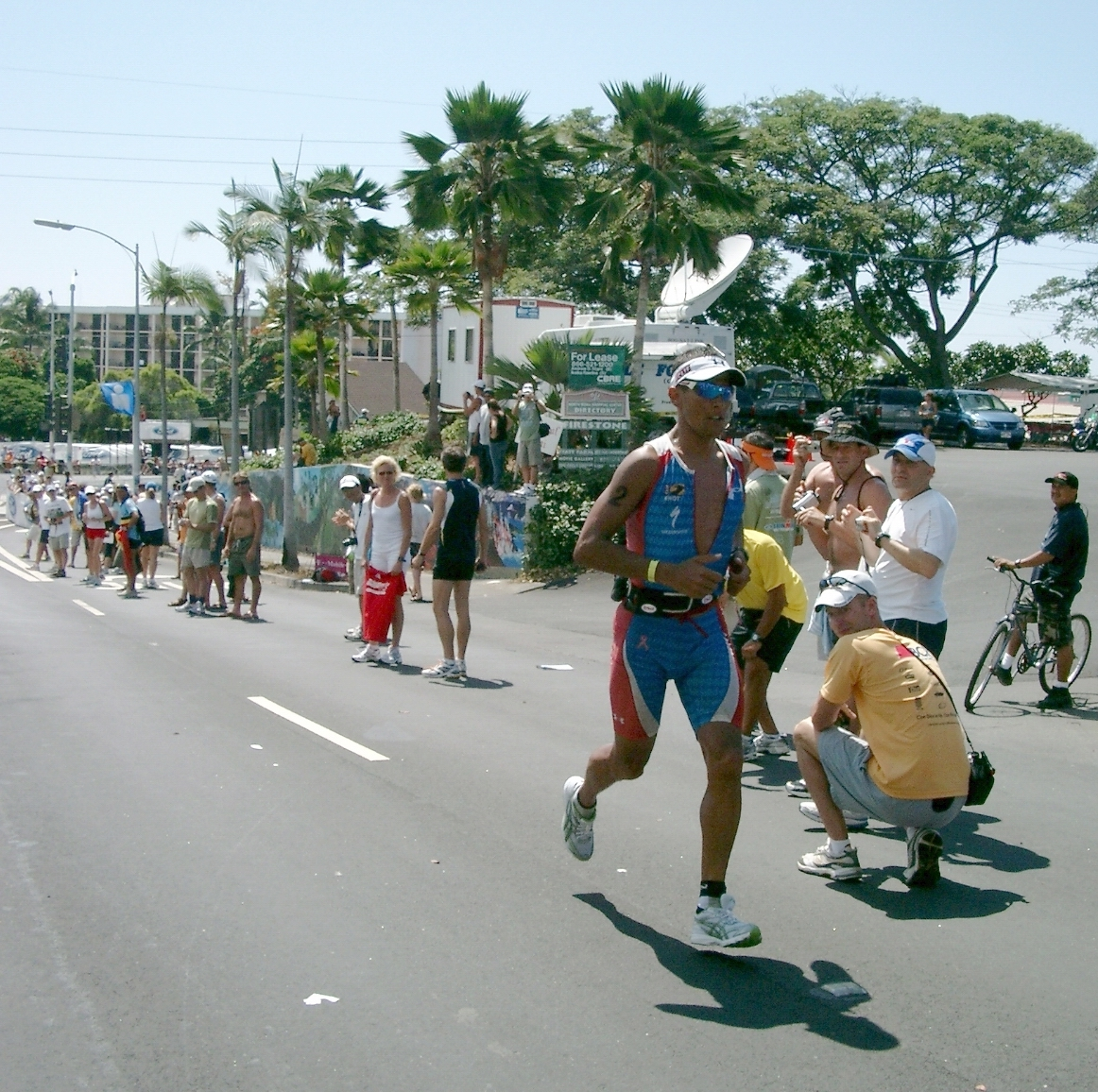
Ironman World Championship auf Hawaii (2007)

Im April 2002 triumphierte Chris McCormack in Forster gleich bei seinem ersten Start auf der Langdistanz – es war sein erster von fünf Siegen in Folge beim Ironman Australia. Bei seinem ersten Start bei der Ironman World Championship auf Hawaii ein halbes Jahr später erntete er auf seine selbstbewusste Ankündigung, hier ebenfalls – wie Dave Scott und Mark Allen – sechsmal gewinnen zu wollen, die Empfehlung von Dave Scott, er möge doch mit einem Sieg beginnen. Letztlich musste er aber auf der Laufstrecke sein Rennen abbrechen. Er kommentierte dies mit den Worten, er sei gekommen, um zu siegen, und wisse jetzt, hier siegen zu können.
Eines seiner spektakulärsten Rennen war 2003 bei seinem ersten Start von fünf in Folge beim Challenge Roth, wo er sich zusammen mit Lothar Leder zunächst ein achtstündiges Kopf-an-Kopf-Rennen lieferte, bis sich Leder 400 Meter vor dem Ziel absetzen und ihn schließlich in einem dramatischen Endspurt mit nur drei Sekunden Vorsprung auf den zweiten Platz verdrängte. In den Folgejahren konnte Chris McCormack viermal hintereinander beim Challenge Roth triumphieren. Sein Zieleinlauf 2003 ist neben dem von Pauli Kiuru und Ken Glah beim Ironman New Zealand 1989 die knappste Entscheidung im Langdistanz-Triathlon.
Drei Monate später beim Ironman Hawaii 2003 brach er diesmal nicht ab und kam auf Platz 114 ins Ziel.
2005 gelang es Chris McCormack beim Ironman Hawaii, wo er im Vorjahr erneut sein Rennen auf der Laufstrecke abgebrochen hatte, in 8:23:52 h als Sechster erstmals in die Top Ten zu kommen. 2006 wurde McCormack hinter Normann Stadler und vor Vorjahressieger Faris Al-Sultan sogar Zweiter auf Hawaii. Nach dem Wettkampf warfen ihm Stadler und Al-Sultan allerdings vorsätzlich regelwidriges Verhalten vor und es sei sogar beinahe zu Handgreiflichkeiten gekommen.

### Sieger Ironman Hawaii 2007
Am 24. Juni 2007 trat McCormack bei seinem fünften Start in Folge beim Challenge Roth mit der Ankündigung an, die zehn Jahre zuvor an gleicher Stelle von Luc van Lierde aufgestellte Weltbestzeit auf der Ironman-Distanz (7:50:27 h) zu unterbieten. Bis zur abschließenden Disziplin lag er auch auf Kurs, ließ dann aber durch die hohen Temperaturen bedingt einige Minuten liegen und kam bei seinem vierten Sieg in Folge in Roth mit persönlicher Bestzeit von 7:54:23 h ins Ziel.
Vier Monate später siegte er im Oktober erstmals bei der Ironman World Championship auf Hawaii vor seinem Landsmann Craig Alexander und dem Dänen Torbjørn Sindballe. Er lief dabei in der abschließenden Disziplin in 2:42:02 h den bis dahin fünftschnellste Marathon in der Geschichte dieser Veranstaltung. Es ist das einzige Rennen seit 1984 auf Hawaii, bei dem kein einziger Deutscher in die Top Ten kam: Vorjahressieger Normann Stadler stieg mit Magenkrämpfen auf der Radstrecke aus, Faris Al-Sultan sagte eine Stunde vor dem Start seinen Antritt ab, auch Thomas Hellriegel, Sieger von 1997, und Stephan Vuckovic, Olympiazweiter 2000, brachen ihre Rennen ab.
2008 erreichte er in Kalifornien seinen vierten Sieg beim Wildflower Triathlon. Nach fünf Jahren in Folge bei der Challenge Roth startete McCormack erstmals beim Ironman Germany in Frankfurt und erhielt hierfür 100.000 € Antrittsgeld. Bei dem als „Show-Down der Hawaii-Sieger der letzten vier Jahre“ angekündigten Wettkampf konnte er mit neuem Streckenrekord gewinnen. Beim Ironman Hawaii drei Monate später stieg er aber wieder auf der Radstrecke aus.

### Sieger Ironman Hawaii 2010
Nachdem McCormack 2009 auf Hawaii Vierter hinter Andreas Raelert geworden war, wurden 2010 Erinnerungen an den „Iron-War“ von 1989 geweckt: Andreas Raelert stieg neun Sekunden vor Chris McCormack aus dem Wasser, büßte den Vorsprung aber bereits in der Wechselzone ein. 20 km vor Ende der Radstrecke zog „Macca“ das Tempo an, Raelert wechselte mit rund 250 m Rückstand auf die Laufstrecke. Nach ca. 15 km hatte McCormack, der zu diesem Zeitpunkt seinerseits rund 2½ min hinter Chris Lieto zurücklag, seinen Vorsprung auf Raelert auf rund 650 m ausgebaut, zwischen den beiden befanden sich noch Craig Alexander und Marino Vanhoenacker. Bei 35 km schloss Raelert zum Führenden McCormack auf, beide liefen von nun an Schulter an Schulter und wechselseitige Tempoverschärfungen, um den jeweils anderen abzuschütteln, waren erfolglos. Kurz vor der letzten Verpflegungsstelle beschleunigte McCormack im Bergab der Palani Road und konnte sich absetzen, 100 Sekunden betrug letztlich sein Vorsprung im Ziel bei seinem zweiten Sieg bei der Ironman World Championship vor Andreas Raelert. Er war dabei mit seinen 37 Jahren der zweitälteste Hawaii-Sieger aller Zeiten – lediglich der US-Amerikaner Mark Allen war bei seinem letzten Hawaii-Sieg im Jahre 1995 noch um einen Monat älter.

### Verpasste Olympiaqualifikation und Weltmeister Triathlon Langdistanz 2012
Im Februar 2011 äußerte Chris McCormack, das Einzige was er bedauere, sei niemals bei Olympischen Spielen gestartet zu sein. Sein Ziel, für das er auf eine Titelverteidigung beim Ironman Hawaii verzichte, sei sich für eine Teilnahme im australischen Team bei den Olympischen Spielen 2012 in London zu qualifizieren. Bei den acht ITU Point-Races, an denen er zur Umsetzung dieses Vorhabens teilnahm, gelangen ihm Platzierungen zwischen dem 26. und dem 34. Platz (zusammen mit drei DNFs).
Aufgrund der Ergebnisse der übrigen Australier blieb eine Nominierung McCormack für Olympia trotzdem möglich. Letztlich wurde er doch nicht für die drei Australien zur Verfügung stehenden Startplätze berücksichtigt. McCormack kritisierte daraufhin die in seinen Augen schwammigen Qualifikationsvorgaben, sah die ausgewählten Athleten aber als einer Teilnahme in London würdig an. Im Juli 2012 trat er daraufhin in Vitoria-Gasteiz bei der von der International Triathlon Union (ITU) ausgetragenen mit 70.000 € dotierten Weltmeisterschaft über die Langdistanz an, welche er vor Eneko Llanos und Dirk Bockel für sich entscheiden konnte.
Im Vorfeld des Ironman Hawaii 2012 lud McCormack die anwesenden Journalisten zu einer Pressekonferenz in seinem mit Logos der Challenge Family, des größten Wettbewerbers der den Ironman Hawaii organisierenden WTC, geschmückten Haus in Kailua-Kona ein und gab gemeinsam mit Felix Walchshöfer bekannt, dass er für die nächsten zehn Jahre als Markenbotschafter der Challenge Family fungieren würde.
Bei seiner anschließenden bisher letzten Teilnahme bei den Ironman World Championships 2012 auf Hawaii brach er aber den Wettkampf auf der Radstrecke ab. Im Folgejahr sagte Chris McCormack einen angekündigten Start auf Hawaii sechs Wochen vor dem Rennen wegen einer Erkrankung am Epstein-Barr-Virus ab.
Chris McCormack gewann im Laufe seiner Karriere bei über 200 Triathlon-Wettkämpfen, darunter die ITU World Cup Serie, Escape of Alcatraz, Wildflower und zahlreiche weitere namhafte Wettkämpfe über die olympische Distanz sowie insgesamt 13 Siege auf der Ironman-Distanz.(Stand: Oktober 2014)
Er ist der einzige Triathlet, der sowohl die ITU-Weltmeisterschaften auf der Kurzdistanz (olympische Distanz), auf der Langdistanz wie auch die Ironman World Championship gewinnen konnte und er war der erste Athlet, dem es viermal gelang auf der Ironman-Distanz die acht-Stunden-Marke zu unterbieten. Von der International Triathlon Union (ITU) wurde er 2014 für die Aufnahme in die Hall of Fame nominiert.
Anfang des Jahres 2015 wurde von Scheich Nasser Bin Hamad Al Khalifa das Bahrain Elite Endurance Triathlon Team gegründet, für welches Chris McCormack die Leitung übernommen hat.

### Super League Triathlon seit 2017
2017 gründete Chris McCormack mit der „Super League Triathlon“ auf Hamilton Island in Australien ein neues Triathlon-Wettkampfformat. Das Rennen geht über drei Tage:
- Bei der Auftaktetappe wurde am Freitag im „Triple Mix“ über kurze Distanzen (300 m Schwimmen, 6 km Radfahren und 2 km Laufen) die gewohnte Reihenfolge der Disziplinen gemischt.
- Der „Equalizer“ begann am Samstag mit einem Einzelzeitfahren und es folgte ein Intervalltriathlon mit Jagdstart.
- Am Sonntag wurde zum Abschluss der „Eliminator“ ausgetragen: Aus der ersten Runde erreichten 15 Athleten das Halbfinale und daraus qualifizierten sich dann die besten zehn Athleten für das Finale.

Aus den Punkten der einzelnen Etappen wird eine Gesamtwertung errechnet und der Sieger erhält 100.000 AUD.
Der damals 45-Jährige wurde im Mai 2018 zusammen mit Daniela Ryf und Jan Frodeno Mitglied der neuen Triathlon-Mannschaft von Breitling.
Chris McCormack ist CEO der Mana Sport and Entertainment Group.

### Privates
Im August 2003 heirateten Chris McCormack und seine Lebensgefährtin Emma-Jan in Sydney. Das Paar hatte sich am Abend, bevor seine Mutter 1999 mit 53 Jahren starb, kennengelernt.
Im Januar 2004 kam ihre älteste Tochter zur Welt, zwei Jahre später wurde die zweite Tochter geboren und ein paar Jahre später wurden sie Eltern eines Sohnes. Die Familie lebt heute in Sydney.
2007 gründeten Emma und Chris McCormack die „MaccaNow Cancer Foundation“, eine Stiftung zu Ehren des Vermächtnisses von seiner Mutter. Ziel war es, für jeden der 19.455 Tage, die Theresa Lily McCormack lebte, 140,6 AUD (Summe der in einem Ironman zurückgelegten Meilen) zu sammeln, um hiermit Menschen im Kampf gegen Brustkrebs Unterstützung z. B. zur Finanzierung der medizinischen Kosten leisten zu können.

## Sportliche Erfolge
| Datum/Jahr    | Rang | Wettbewerb                         | Austragungsort        | Zeit     | Bemerkung                                                                                          |
| ------------- | ---- | ---------------------------------- | --------------------- | -------- | -------------------------------------------------------------------------------------------------- |
| 1. Juni 2014  | 1    | Ironman 70.3 Tokoname              | Tokoname              | 04:02:41 | |
| 22. Feb. 2014 | 15   | Challenge Philippines              | Morong                | 04:47:19 | |
| 26. Mai 2013  | 1    | Challenge Rimini                   | Rimini                | 04:01:57 | Sieger auf der Halbdistanz bei der Erstaustragung                                                  |
| 2. Dez. 2012  | 1    | Ironman 70.3 Asia Pacific          | Phuket                | 04:04:40 | |
| 4. Nov. 2012  | 9    | Noosa Triathlon                    | Noosa                 | 01:49:15 | |
| 24. Juni 2012 | 1    | Ironman 70.3 Tokoname              | Tokoname              | 04:03:40 | |
| 12. Feb. 2012 | 7    | ITU Premium Oceania Cup Sprint     | Geelong               | 00:56:06 | 0,75 km Schwimmen, 20 km Radfahren und 5 km Laufen                                                 |
| 5. Feb. 2012  | 6    | OTU Sprint Triathlon Oceania Cup   | Kinloch               | 00:59:05 | [ 24 ]                                                                                             |
| 5. Nov. 2011  | 1    | Ironman 70.3 Taiwan                | Kenting               | 03:54:47 | |
| 20. Okt. 2011 | 10   | Noosa Triathlon                    | Noosa                 | 01:51:37 | [ 25 ]                                                                                             |
| 17. Juli 2011 | 26   | ITU World Championship Series 2011 | Hamburg               | 01:46:13 | |
| 9. Juli 2011  | 3    | 5150 Zürich                        | Zürich                |          | [ 26 ]                                                                                             |
| 17. Apr. 2011 | 6    | TriStar111 Mallorca                | Portocolom            | 03:44:46 | |
| 2. Apr. 2010  | 1    | TriStar111 Nevis                   | Charlestown           | 03:34:18 | 1 km Schwimmen, 100 km Radfahren und 10 km Laufen                                                  |
| 6. Juni 2010  | 1    | TriStar111 Germany                 | Worms                 | 03:14:24 | 1 km Schwimmen, 100 km Radfahren, 10 km Laufen                                                     |
| 30. Mai 2010  | 2    | Ironman 70.3 Austria               | St. Pölten            | 03:47:00 | Zweiter hinter dem Tschechen Filip Ospalý                                                          |
| 2. Mai 2010   | 4    | Escape from Alcatraz Triathlon     | San Francisco         | 02:02:08 | [ 28 ]                                                                                             |
| 11. Apr. 2010 | 1    | Nautica South Beach Triathlon      | Miami                 | 01:15:11 | Sieg vor Chris Lieto (0,8 km Schwimmen, 30,4 km Radfahren und 6,4 km Laufen)                       |
| 23. Aug. 2009 | 2    | Ironman 70.3 Philippines           | Camarines Sur         | 03:52:19 | Zweiter hinter Terenzo Bozzone                                                                     |
| 7. Juni 2009  | 1    | Challenge Niederbronn-les-Bains    | Niederbronn-les-Bains | 03:50:48 | neuer Streckenrekord über die Mitteldistanz (1,9 km Schwimmen, 90 km Radfahren und 21,1 km Laufen) |
| 24. Mai 2009  | 1    | Ironman 70.3 Austria               | St. Pölten            | 03:54:15 | nur drei Sekunden vor dem Zweitplatzierten Marino Vanhoenacker                                     |
| 19. Apr. 2009 | 1    | Ironman 70.3 China                 | Haikou                | 04:04:44 | |
| 5. Apr. 2009  | 2    | Ironman 70.3 New Orleans           | New Orleans           | 03:54:33 | |
| 3. Mai 2008   | 1    | Wildflower Triathlon               | Lake San Antonio      | 04:00:33 | Erster Rang (1,9 km Schwimmen, 90 km Radfahren und 21,1 km Laufen) bei der 26. Austragung          |
| 31. Mai 2008  | 1    | Ironman 70.3 Hawaii                | Hawaii                | 04:04:22 | |
| 2007          | 1    | Ironman 70.3 Baja                  | Ensenada              |          | |
| 2. Juni 2007  | 1    | Ironman 70.3 Hawaii                | Hawaii                | 03:57:18 | |
| 2006          | 1    | Rothsee-Triathlon                  | Roth                  | 01:55:32 | |
| 18. Juni 2006 | 1    | UK Ironman 70.3                    | Somerset              |          | |
| 3. Juni 2006  | 1    | Ironman 70.3 Hawaii                | Hawaii                | 04:03:18 | |
| 6. Nov. 2005  | 1    | Noosa Triathlon                    | Noosa                 | 01:46:45 | |
| 17. Sep. 2005 | 1    | Desaru Half Ironman Malaysia       | Desaru                | 04:01:01 | Sieg mit neuem Streckenrekord bei der 10. Austragung des Bewerbs                                   |
| 26. Juni 2005 | 1    | Rothsee-Triathlon                  | Roth                  | 01:56:45 | |
| 8. Mai 2005   | 2    | Siegerland-Cup                     | Buschhütten           | 01:49:00 | zweiter Rang hinter Lothar Leder                                                                   |
| 2004          | 1    | Rothsee-Triathlon                  | Roth                  | 01:54:03 | |
| 6. Juni 2004  | 2    | Escape from Alcatraz Triathlon     | San Francisco         | 01:56:23 | Zweiter hinter Simon Lessing                                                                       |
| 30. Apr. 2004 | 1    | Wildflower Triathlon               | Lake San Antonio      | 04:05:50 | |
| 2003          | 1    | Rothsee-Triathlon                  | Roth                  | 01:55:42 | |
| 4. Aug. 2002  | 5    | Commonwealth Games                 | Manchester            | 01:52:45 | |
| 4. Mai 2002   | 1    | Wildflower Triathlon               | Lake San Antonio      | 04:03:59 | |
| 2002          | 1    | Escape from Alcatraz Triathlon     | San Francisco         |          | |
| 1. Mai 2001   | 1    | Wildflower Triathlon               | Lake San Antonio      | 04:00:12 | |
| 2. Sep. 2001  | 1    | Goodwill Games                     | Brisbane              | 01:47:26 | [ 33 ]                                                                                             |
| 2001          | 1    | Escape from Alcatraz Triathlon     | San Francisco         |          | |
| 2001          | 1    | ITU Triathlon World Cup            | Kanada                |          | |
| 15. Apr. 2001 | 1    | ITU Triathlon World Cup            | Gamagōri              | 01:46:45 | |
| 2000          | 1    | Escape from Alcatraz Triathlon     | San Francisco         |          | |
| 18. Apr. 1999 | 1    | ITU Triathlon World Cup            | Gamagōri              | 01:43:38 | |
| 1998          | 1    | Escape from Alcatraz Triathlon     | San Francisco         |          | |
| 1998          | 1    | ITU Triathlon World Cup            | Frankreich            |          | |
| 16. Nov. 1997 | 1    | ITU Triathlon World Championships  | Perth                 | 01:48:29 | Triathlon-Weltmeister auf der Kurzdistanz                                                          |
| 13. Apr. 1997 | 1    | ITU Triathlon World Cup            | Ishigaki              | 01:48:12 | |
| 1997          | 1    | ITU Triathlon World Cup            | Gamagōri              |          | |
| 23. Juni 1996 | 1    | ITU Triathlon World Cup            | Drummondville         | 01:46:01 | |

| Datum/Jahr    | Rang | Wettbewerb                                      | Austragungsort  | Zeit     | Bemerkung |  |
| ------------- | ---- | ----------------------------------------------- | --------------- | -------- | --- |  |
| 9. Juni 2013  | 3    | Ironman Cairns                                  | Cairns          | 08:32:50 | |  |
| 19. Jan. 2013 | 3    | Challenge Wanaka                                | Lake Wānaka     | 08:58:05 | |  |
| 13. Okt. 2012 | DNF  | Ironman Hawaii                                  | Hawaii          | –        | |  |
| 29. Juli 2012 | 1    | ITU Long Distance Triathlon World Championships | Vitoria-Gasteiz | 05:29:47 | Triathlon-Weltmeister auf der Langdistanz (4 km Schwimmen, 120 km Radfahren, 30 km Laufen)                                         |  |
| 3. Juni 2012  | 9    | Ironman Cairns                                  | Cairns          | 09:05:12 | [ 34 ] |  |
| 5. Juni 2011  | 1    | Challenge Cairns                                | Cairns          | 08:15:56 | [ 35 ] |  |
| 9. Okt. 2010  | 1    | Ironman Hawaii                                  | Hawaii          | 08:10:37 | zweiter Sieg bei der Ironman World Championship                                                                                    |  |
| 4. Juli 2010  | 3    | Ironman Germany                                 | Frankfurt       | 08:14:43 | Dritter bei der Ironman European Championship                                                                                      |  |
| 10. Okt. 2009 | 4    | Ironman Hawaii                                  | Hawaii          | 08:25:20 | |  |
| 5. Juli 2009  | 3    | Ironman Germany                                 | Frankfurt       | 08:03:05 | |  |
| 11. Okt. 2008 | DNF  | Ironman Hawaii                                  | Hawaii          | –        | |  |
| 6. Juli 2008  | 1    | Ironman Germany                                 | Frankfurt       | 07:59:55 | Beim Ironman konnte er sich gegen den Spanier Eneko Llanos und Timo Bracht durchsetzen und stellte einen neuen Streckenrekord auf. |  |
| 24. Juni 2007 | 1    | Challenge Roth                                  | Roth            | 07:54:23 | persönliche Bestzeit über die Ironman-Distanz.                                                                                     |  |
| 13. Okt. 2007 | 1    | Ironman Hawaii                                  | Hawaii          | 08:15:34 | Sieg bei der Ironman World Championship                                                                                            |  |
| 2. Juli 2006  | 1    | Challenge Roth                                  | Roth            | 08:00:52 | |  |
| 21. Okt. 2006 | 2    | Ironman Hawaii                                  | Hawaii          | 08:13:07 | hinter Normann Stadler, vor Faris Al-Sultan                                                                                        |  |
| 2. Apr. 2006  | 1    | Ironman Australia                               | Port Macquarie  | 08:20:42 | |  |
| 15. Okt. 2005 | 6    | Ironman Hawaii                                  | Hawaii          | 08:23:52 | |  |
| 3. Juli 2005  | 1    | Challenge Roth                                  | Roth            | 07:58:45 | |  |
| 3. Apr. 2005  | 1    | Ironman Australia                               | Forster         | 08:25:44 | |  |
| 16. Okt. 2004 | DNF  | Ironman Hawaii                                  | Hawaii          | –        | |  |
| 4. Juli 2004  | 1    | Challenge Roth                                  | Roth            | 07:57:50 | |  |
| 4. Apr. 2004  | 1    | Ironman Australia                               | Forster         | 08:18:10 | |  |
| 6. Apr. 2003  | 1    | Ironman Australia                               | Forster         | 08:19:14 | |  |
| 18. Okt. 2003 | 114  | Ironman Hawaii                                  | Hawaii          | 09:35:51 | 53. in der Kategorie MPRO |  |
| 6. Juli 2003  | 2    | Challenge Roth                                  | Roth            | 08:11:53 | 3 Sekunden hinter Lothar Leder |  |
| 19. Okt. 2002 | DNF  | Ironman Hawaii                                  | Hawaii          | –        | |  |
| 7. Apr. 2002  | 1    | Ironman Australia                               | Forster         | 08:24:51 | |  |

| Datum/Jahr    | Rang | Wettbewerb                           | Austragungsort | Zeit     | Bemerkung                                                     |
| ------------- | ---- | ------------------------------------ | -------------- | -------- | ------------------------------------------------------------- |
| 14. Sep. 1997 | 1    | ITU Duathlon World Championship Team | Gernika        | 05:29:47 | Team-Weltmeister Duathlon, mit Jonathan Hall und Andrew Noble |

(DNF – Did Not Finish)

## Veröffentlichungen
- I'm Here To Win: A World Champion’s Advice for Peak Performance, Center Street (23. Mai 2011), ISBN 978-1-4555-0267-7